# Eupithecia subtilis
Eupithecia subtilis là một loài bướm đêm trong họ Geometridae.